# Biksyna
Biksyna, E160b – organiczny związek chemiczny z grupy apokarotenoidów (podgrupa karotenoidów). Naturalny, pomarańczowoczerwony barwnik terpenowy. Jest to ekstrakt otrzymywany z nasion arnoty właściwej (Bixa orellana), nazywanej również annato. 5% tych nasion stanowią pigmenty, które zawierają 70–80% biksyny.
Związek ten występuje w postaci dwóch izomerów geometrycznych, tj. jako cis- i trans-biksyna.
Dopuszczalne dzienne spożycie wynosi 0,065 mg/kg ciała.